# André Jean Baptiste Robineau-Desvoidy
André Jean Baptiste Robineau-Desvoidy (1 de enero de 1799, Saint-Sauveur-en-Puisaye – 25 de junio de 1857, París) fue un médico y entomólogo francés especializado en el estudio de Diptera (moscas) y hasta cierto punto del Coleoptera (escarabajos).

## Consecuciones
Debido a su dificultad de identificar moscas (específicamente Schizophora), con descripciones pobres, y por tener pocos contactos, muchas de sus especies "nuevas" ya habían sido descriptas y nombradas. También dependía demasiado del color y el patrón de los especímenes, y eso lo llevó a definiciones incorrectas de las especies. También trabajado sobre demasiadas especies. Tuvo mucha crítica negativa pero recordado como un trabajador temprano y, en el periodo posterior de las Guerras napoleónicas, los científicos franceses fueron indebidamente criticado por razones nacionalistas.  Muchos de sus genéricos y nombres de especie sobreviven. En todos esos aspectos, así como su genuino amor por la entomología y el ilimitado entusiasmo, Robineau-Desvoidy es una reminiscencia del entomólogo inglés Francis Walker

## Moscas nombradas por Robineau-Desvoidy
- Brachyopa scutellaris 1843 - Syrphidae
- Calliphora vicina 1830 - Calliphoridae
- Thecopohora fulvipes 1830 - Conopidae
- Genus Morellia Y especie Morellia aenescens 1830- Muscidae
- Genus Azelia Y especie Azelia nebulosa Robineau-Desvoidy, 1830
- Genus Hydromyia 1830 Sciomyzidae
- Genus Herina 1830- Ulidiidae
- Genus Sphenella 1830- Tephritidae
- Genus Delia 1830-Anthomyidae
- Genus Bengalia - Calliphoridae
- Genus Muscina Y especie fungivora 1830- Muscidae[1]

## Obra

### Algunas publicaciones
- Essai sur la tribu des culicides. Mém. Soc. Hist. Nat. París 3: 390-413 (1827).
- Essai sur les myodaires. Mém. Pres. Div. Sav. Acad. R. Sci. Inst. Fr. 2(2), 813 p. (1830).
- Aviso sur le género fucellie, Fucellia, R.D., et en particulier sur le Fucellia arenaria. Ann. Soc. Entomol. Fr. 10: 269-72. (1842).
- Myodaires des environs de París [parte]. Ann. Soc. Entomol. Fr. (2) 6: 429-77. (1849).Esta parte de formas del papel de una serie, aunque la primera parte tuvo el título "Études sur les myodaires des environs de París." Las partes son como sigue: Ann. Soc. Entomol. Fr. (2) 2: 5-38 (1844); (2) 4: 17-38 (1846); (2) 5: 255-87 (1847); (2) 6: 429-77 (1849); (2) 8: 183-209 (1850); (2) 9: 177-90, 305-21 (1851).
- Mémoire De M. Léon Dufour donne la descripción de la larve et des moeurs d'une muscide, larve qui vit du cantó de petites hirondelles. Toro. Soc. Entomol. Fr. (2) 7: iv-v. (1849)
- Descripción d'agromyzes et de phytomyzes écloses chez M. le Coronel Goureau. Rev. Mag. Zool. (2) 3: 391-405. (1851)
- Diptères des environs de París. Famille des myopaires. Toro. Soc. Sci. Hist. Nat. L'Yonne 7: 83-160. (1853).
- Histoire naturelle des diptères des environs de París. Oeuvre posthume du Dr. Robineau-Desvoidy. Publiée par les soins de sa famille, sous la dirección de M.H. Monceaux. 2 v. Masson et Fils, París. 1500p. (1863)

## Colección
La colección de Robineau-Desvoidy fue en gran parte destruida. Algunos restos en el Muséum Nacionales d'Histoire Naturelle, París y hay algunos de sus especímenes en el Departamento Hope de Entomología del Museo Universitario, Oxford

## Abreviatura (zoología)
La abreviatura Robineau-Desvoidy  se emplea para indicar a André Jean Baptiste Robineau-Desvoidy como autoridad en la descripción y taxonomía en zoología.